# Directa
La Directa. Periodisme cooperatiu per a la transformació social, és un mitjà informatiu en llengua catalana en format paper i en format digital. Tot i que va néixer com un setmanari, des del setembre de 2015 s'edità quinzenalment i el maig de 2023 passà a una periodicitat mensual. La redacció es troba al barri barceloní de Sants, a la Riera d’Escuder, juntament amb la llibreria cooperativa La Ciutat Invisible.
És membre de la cooperativa de serveis financers Coop57 així com de la Xarxa d'Economia Solidària (XES). La Directa tracta temes d'actualitat, investigació, debat, i anàlisi i té tendències polítiques d'esquerres i vocació independentista. No està lligada a cap grup econòmic, es finança quasi únicament per mitjà de les subscripcions, i la seva línia editorial acostuma a ser crítica amb els poders polítics i econòmics. Tendeix a visualitzar les pràctiques dels moviments socials i aquells projectes polítics que plantegen un model alternatiu a l'actual. L'any 2022 aconseguí 391.506€ d'ingressos, el 65% del qual eren provinent de les subscripcions, mentre un 9% ho eren de subvencions. Les despeses foren de 390.396€, principalment a pagar salaris (un 63%). El mateix any acabà amb 502 noves subscripcions i 250 baixes.
Compta amb una xarxa de corresponsals i col·laboradors als Països Catalans, així com als llocs importants de la resta del món.

## Història
El 9 d'abril de 2005, a l'antic Espai Obert, al carrer Blasco de Garay, a Barcelona, es va presentar un projecte d'un nou setmanari que volia fer difusió dels moviments socials amb una estètica i llenguatge que permetés arribar a un públic més ampli. Inicialment el nom del setmanari havia de ser Altaveu. El 14 de maig del mateix any es va constituir a Can Vies l'Associació per la Difusió Sense Límits (ADSL) amb Roger Costa Puyal com a primer president. Posteriorment, en intentar registrar el nom del mitjà, es van trobar que ja el feien servir diversos projectes, i van optar per titular-lo Setmanari de Comunicació Directa.
Es van publicar dos números zero, un el 18 d'octubre del 2005 i un altre al gener del 2006. Finalment, el número 1 va veure la llum el 18 d'abril de 2006. L'acte de presentació va tenir lloc el 22 d'octubre a les Cotxeres de Sants, on va participar La Fura dels Baus i van fer un concert de La Kinky Beat i Dijous Paella. Progressivament es van incorporar col·laboradors com Gabriela Serra, Miren Etxezarreta, Francesc Arnau, Arcadi Oliveres i Oleguer Preses, i es van anar creant corresponsalies a ciutats com Terrassa, Sabadell, Granollers, Esplugues i Cornellà de Llobregat, Valls, Girona, Menorca, Catalunya Nord, Lleida, Manresa i Berga. Van celebrar el número 100 l'any 2008 amb una campanya que duia el lema «Hem decidit no deixar-nos convèncer», fent servir una imatge de l'artista urbà Banksy.

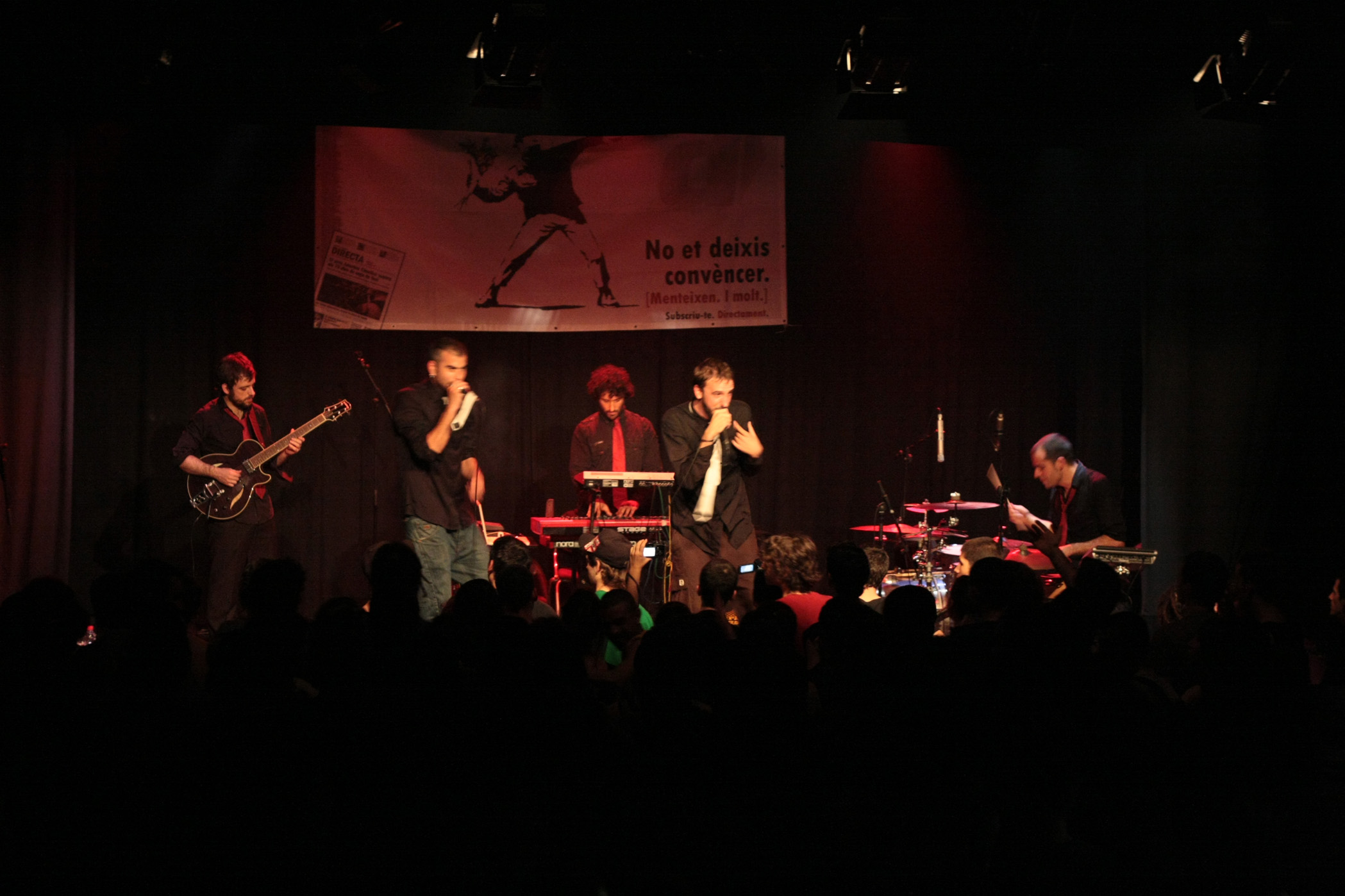
Concert d'At Versaris i Astrio a la Farinera del Clot amb motiu del 4t aniversari de la Directa

El gener de 2010, la Directa i la revista mensual Illacrua es van fusionar per crear un mitjà més sòlid i de més abast. El mateix any va ser guardonada amb el premi Memorial per la Pau Josep i Liesel Vidal de Reus. L'any 2013 van canviar el logotip de la publicació.
El 17 de febrer de 2015 va ser distingida amb la menció especial als mitjans de comunicació com a «reconeixement a la seva tasca informativa, amb què denuncia les vulneracions dels drets humans i potencia la proposta d'alternatives i la crítica constructiva» del Premi Solidaritat 2014 que concedeix l'Institut de Drets Humans de Catalunya. L'abril de 2017 van estrenar un nou disseny de maquetació.
El 14 de febrer de 2019, la Directa rebé el Premi Ciutat de Barcelona en la categoria de Mitjans de Comunicació, atorgat al reportatge «La guerra bruta de l'aigua», que destapava la utilització «d'espies» al moviment per la remunicipalització de l'aigua, Aigua és Vida, per part de la companyia Aigües de Barcelona.
El 3 de maig de 2021, coincidint amb el Dia Mundial de la Llibertat de Premsa, la Directa difongué a través de les xarxes socials una portada falsa amb el titular «L'aposta social de Mercadona» com si fos un dels comunicats que difon la cadena de supermercats i que regularment els mitjans d'informació publiquen acríticament sense advertir les lectores que es tracta de publicitat maquillada. A causa de l'enrenou provocat, la mateixa tarda publicà la portada autèntica de l'edició del número 523 amb el titular «Un Mercadona més, deu botigues menys», a fi de denunciar els efectes negatius de la cadena de supermercats de Juan Roig com són la fuga de venedores dels mercats municipals, les pressions i pràctiques antisindicals, i les tàctiques abusives a l'hora de marcar els preus de venda a les llotges a les productores de fruites i verdures. Aquesta situació afecta notablement el cultiu de cítrics, predominant al País Valencià, on les taronges s'encareixen un 572% i les llimes un 994% en el trajecte del camp al lineal del supermercat.
Des del número 567, que aparegué el 2 de maig de 2023, la Directa adoptà una periodicitat mensual apareixent cada primer dilluns de mes i oferint als lectors 64 pàgines en format revista amb canvis notoris en la seva proposta gràfica.
El novembre de 2023, el periodista de la Directa Jesús Rodríguez va ser imputat pel magistrat de l'Audiència espanyola Manuel García-Castellón en el procés judicial referent al Tsunami Democràtic, al costat de Carles Puigdemont, Marta Rovira i vuit persones més als quals s'atribuïa la creació i planificació de l'organització que va promoure les protestes com a resposta a la sentència del judici al procés independentista català.

## Premis
- Memorial per la Pau Josep i Liesel Vidal (2010)
- Menció especial Premi Solidaritat (2014)
- Premi Ciutat de Barcelona (2018)[20]